# Alabagrus semialbus
Alabagrus semialbus är en stekelart som först beskrevs av Szepligeti 1902.  Alabagrus semialbus ingår i släktet Alabagrus och familjen bracksteklar. Inga underarter finns listade i Catalogue of Life.